# Bottles to the Ground
Bottles to the Ground is een ep van de Amerikaanse punkband NOFX, uitgebracht in 2000 door Epitaph Records.
Het eerste en het laatste nummer verschenen op het studioalbum Pump Up the Valuum en de andere twee nummers later op het verzamelalbum 45 or 46 Songs That Weren't Good Enough to Go on Our Other Records.

## Nummers
1. "Bottles to the Ground"
2. "Lower"
3. "My Name is Bud"
4. "Dinosaurs Will Die"